# 찰스 쉬렉
찰스 쉬렉(Charles Shirek, 등록명:찰리, 1985년 10월 25일 ~ )은 미국의 야구 선수이자, 전 KBO 리그 NC 다이노스의 투수이다.

## 미국 마이너리그 시절
찰리는 그가 속해 있던 네브래스카 콘허스커 야구팀이 있는 링컨에 있는 네브래스카 대학교 링컨에 다녔다. 시카고 화이트삭스는 2007년 메이저 리그 드래프트에서 찰스를 23순위로 지명했다. 2012년 11승 5패 평균자책 3.65를 기록했다. 그의 성적 덕에 그는 2012 시즌이 끝난 뒤 시카고 화이트삭스의 메이저 40인 로스터에 들었다. 그러나 오프 시즌이 진행되는 동안 시카고 화이트삭스는 찰리가 아시아에서 뛰기를 원한다는 이유로 방출했다.

## NC 다이노스시절

### 2013년 시즌
2012년 12월 20일 NC 다이노스의 창단 2호 용병으로 영입된다. 함께 영입된 애덤 윌크, 에릭 해커와 함께 ACE 트리오로 불리게 된다. 2013년 4월 3일 마산에서 열린 롯데 자이언츠와의 경기에 선발 등판하여 7이닝 1실점 호투하지만 팀 타선의 침묵으로 인해 승리 투수가 되지 못했다. 그 후 지독한 불운으로 인해 1군 6경기 3패 4.24의 평균자책점에 그쳤으나 5월 12일 잠실에서 열린 두산 베어스와의 경기에서 7이닝 7피안타 2실점으로 KBO 리그에서의 첫 승을 기록한다. NC 다이노스의 창단 외국인 투수 중 가장 좋은 모습을 보여 주었다. 2013년 9월 10일 마산 롯데전에서 승리하여 팀 창단 첫 10승 투수가 됐다. 2013년 시즌에서 29경기에 등판하여 11승 2.48의 평균자책점으로 NC 다이노스 선수 중 가장 많은 승리를 기록하였으며, 평균자책점은 리그 1위를 기록하며 팀의 에이스로 활약하였다. 또한, 189이닝으로 최다이닝 3위, 경기당 평균 이닝도 6.51이닝으로 팀 동료 에릭 해커에 이어 두번째로 높았으며, 퀄리티 스타트 순위도 23회로 2위를 기록하였다.
골든글러브 투표에서는 41표를 얻어 투수부문 4위를 기록하였다. 2013년 12월 16일 2년 계약을 하면서 2015년 시즌까지 NC 다이노스에서 뛰게되었다.

### 2014년 시즌
2014년 6월 24일 서울종합운동장 야구장에서 열린 LG 트윈스와의 경기에서 9이닝 피안타 없이 3볼넷으로 호투하면서 14년만이자 용병 투수로는 최초로 노히트 노런을 기록한 투수가 되었다. 6월 한 달동안 3승 2패 31 2/3이닝 10볼넷 23탈삼진 평균자책점 1.71로 활약하면서 2014 한국야쿠르트 세븐 프로야구 6월 최우수선수(MVP)로 선정되었다. 상금 500만원 중 250만원을 창원시 지역 연고 중학교에 야구용품을 지원하는데 쓰겠다고 밝혔다.
8월 3일 인천SK행복드림구장에서 열린 SK 와이번스와의 경기에서 스트라이크, 볼 판정에 불만을 품고 강하게 항의하다 퇴장을 당하자 김준희 주심에게 폭언을 하였다. 이로 인해 KBO 상벌위원회에서 벌칙내규 제 7항에 의거하여 제재금 200만원과 유소년 야구 봉사 40시간이 부과되었다. 또한 NC 다이노스 구단에서도 제재금 5000달러 자체 징계가 부과되었다. 8월 22일 마산야구장에서 열린 넥센 히어로즈와의 경기에서 8이닝 1실점 3피안타 1볼넷으로 호투하면서 2년 연속 10승 투수가 되었다. 경기는 NC 다이노스가 넥센 히어로즈에 2-1로 승리하였다.
2014년 시즌에서 평균자책점 3.81 12승 8패 165 1/3이닝을 기록하였다.

#### 준플레이오프
10월 24일 서울종합운동장 야구장에서 열린 LG 트윈스와의 3차전에서 선발 투수로 출장하여 5이닝 6피안타 1탈삼진 2실점(1자책)을 기록하면서 NC 다이노스의 첫 포스트시즌 승리 투수가 되었다.

### 2015년 시즌
2014년 12월 4일 에릭 테임즈와 함께 NC 다이노스와 연봉 100만달러에 재계약을 하면서 2015년에도 NC 다이노스에서 뛰게 되었다.
하지만 시즌 들어 구속과 구위 저하가 같이 나타났고, 회복할 기미가 안보이자 결국 2015년 6월 5일 웨이버 공시되어 2015년 외국인선수 4호 퇴출 선수가 되었다.
이후 NC 다이노스는 그의 대체 선수로 재크 스튜어트를 영입하였다.

## 경력

### 수상경력
- 2013년 한국프로야구 최우수 평균자책점
- 2014년 한국프로야구 6월 최우수선수

## 출신학교
- 마이놋고등학교
- 네브래스카 대학교 링컨

## 통산기록

### 한국프로야구 기록
| 년도 | 소속팀 | 평균자책점 | 경기수 | 완투 | 완봉 | 승 | 패 | 세 | 홀 | 승률  | 이닝    | 피안타 | 피홈런 | 볼넷 | 사구 | 탈삼진 | 실점 | 자책 | 비고                         |
| ---- | ------ | ---------- | ------ | ---- | ---- | -- | -- | -- | -- | ----- | ------- | ------ | ------ | ---- | ---- | ------ | ---- | ---- | ---------------------------- |
| 2013 | NC     | 2.48       | 29     | 0    | 0    | 11 | 7  | 0  | 0  | 0.611 | 189     | 175    | 6      | 60   | 14   | 116    | 60   | 52   | 평균자책점 1위, 최다이닝 3위 |
| 2014 | NC     | 3.81       | 28     | 1    | 1    | 12 | 8  | 0  | 0  | 0.600 | 165 1/3 | 184    | 13     | 55   | 9    | 92     | 90   | 70   | 완투 2위, 완봉 1위           |
| 2015 | NC     | 5.74       | 12     | 0    | 0    | 4  | 5  | 0  | 0  | 0.444 | 53 1/3  | 184    | 13     | 19   | 7    | 29     | 39   | 34   |                              |
| 통산 | 3시즌  | 3.44       | 69     | 1    | 1    | 27 | 20 | 0  | 0  | 0.574 | 407 2/3 | 426    | 27     | 134  | 30   | 237    | 189  | 156  |                              |

## 주요기록
| 기록                                                                                  | 날짜            | 소속팀 | 상대팀 | 패전투수 | 구장 | 기타                              |
| ------------------------------------------------------------------------------------- | --------------- | ------ | ------ | -------- | ---- | --------------------------------- |
| NC 다이노스 첫 노히트 노런 통산 11번째 노히트 노런 통산 1번째 외국인 선수 노히트 노런 | 2014년 6월 24일 | NC     | LG     | 임정우   | 잠실 | 종전기록 : 2000년 5월 28일 송진우 |

## 에피소드
- 2014년 11월 30일 미국 애리조나주 길버트에서 약혼녀인 알리사 젠킨스와 결혼하였다.[13]